# Ammophila conifera
Ammophila conifera är en biart som först beskrevs av Arnold 1920.  Ammophila conifera ingår i släktet Ammophila och familjen grävsteklar. Inga underarter finns listade i Catalogue of Life.